# Нідервіза
Нідервіза (нім. Niederwiesa) — громада в Німеччині, розташована в землі Саксонія. Входить до складу району Середня Саксонія.
Площа — 16,17 км2. Населення становить 4859 ос. (станом на 31 грудня 2020).